# Daiane Menezes Rodrigues
Daiane Menezes Rodrigues, auch Daiane Bagé oder nur Bagé genannt, (* 15. April 1983 in Bagé) ist eine ehemalige brasilianische Fußballspielerin. Sie spielte rechtsfüßig auf der Position einer Abwehrspielerin als Innenverteidigerin oder auf rechten Seite.

## Karriere

### Verein
Bagé interessierte sich für Fußball, seitdem sie ihren Vater bei Amateurspielen zusah. Nach Abschluss der achten Klasse begann sie Futsal beim AA Celeste de Bagé. Nach einem Spiel gegen Grêmio Esportivo Brasil, erhielt sie eine Einladung für den Klub an einem Nachwuchsturnier bei der Staatsmeisterschaft von Rio Grande do Sul teilzunehmen. Hier wurde sie vom Grêmio FBPA aus Porto Alegre entdeckt und 2002 verpflichtet. Bei Grêmio wurde sie zur Innenverteidigerin ausgebildet. Bereits ein Jahr später folgte sie einer Einladung von Cristiane, welches sie bei der U20-Nationalmannschaft kennengelernt hatte, und ging nach São José dos Campos zum São Bernardo FC. Nach zwei Jahren ging zur Saison 2005 zum Botucatu FC aus der gleichnamigen Stadt. 2006 gewann Bagé mit dem Klub die Taça Brasil de Futebol Feminino und die Staatsmeisterschaft von São Paulo.
2010 wechselte die Spielerin letztmalig. Sie ging nach São José dos Campos zurück, wo sie sich dem São José EC mit Sitz in São José dos Campos anschloss. Hier konnte Bagé mit dem Gewinn der Copa Libertadores Femenina den größten Titel im südamerikanischen Fußball gewinnen. Ein Erfolg, der sich 2013 und 2014 wiederholte. Dabei fiel sie 2013 wegen eines Kreuzbandrisses am rechten Knie für längere Zeit aus. Hinzu kamen Titel in der Staatsmeisterschaft von São Paulo und im Copa do Brasil. Ein Highlight war auch der Gewinn des Mobcast Cup 2014, wo im Finale der Arsenal Women FC  bezwungen wurde. 2017 verletzte sie sich am linken Knie und im Oktober 2018 ein Riss im Knieknorpel. Im Januar 2021 beendete sie hier ihre aktive Laufbahn.

### Nationalmannschaft
2001 erhielt Bagé erstmals eine Einladung zu Spielen der Nachwuchsmannschaften Brasiliens. Nachdem die U-20-Fußball-Südamerikameisterschaft der Frauen 2002 abgesagt wurde, trafen im März 2002 die U20-Mannschaften Brasiliens und Perus aufeinander um den Teilnehmer für die U-19-Fußball-Weltmeisterschaft der Frauen 2002 zu ermitteln. Die Spielerin stand hier im Aufgebot. Beide Spiele gewann Brasilien mit 6:0. Bagé war dann auch im Kader bei der WM 2002, danach gewann sie im Folgejahr mit Brasilien die panamerikanischen Spiele 2003 sowie die U-19-Fußball-Südamerikameisterschaft der Frauen 2004. An welchen Spielen sie an den Turnieren teilgenommen hat, ist nicht nachgewiesen. 
Im Zuge der Fußball-Südamerikameisterschaft der Frauen 2006 kam Bagé zu ihrem ersten Einsatz für den A-Kader der Nationalmannschaft. Am 19. November traf die Auswahl im letzten Gruppenspiel der Vorrunde auf Venezuela. In der Partie wurde sie für Elaine eingewechselt. Brasilien reichte in dem Spiel um Gruppensieger zu werden. Im letzten entscheidenden Gruppenspiel in der Finalrunde unterlag man Ausrichter Argentinien und wurde Zweiter. In der Finalrunde hat sie im zweiten Spiel gegen Paraguay bereits in der Startelf gestanden. Bei den panamerikanischen Spiele 2007 konnte sie erneut den Titel gewinnen.
Im September des Teil des Kaders Brasiliens bei der Fußball-Weltmeisterschaft der Frauen 2007. Zu Einsätzen kam sie hier nicht. Vier Jahre später bei der Fußball-Weltmeisterschaft der Frauen 2011 stand sie erneut im Kader. In dem Turnier kam zu drei Spielen und verursachte ein Eigentor. Dieses im Viertelfinalspiel gegen die USA. Dieses Treffen wurde im Elfmeterschießen entschieden. Bagé trat als dritte Schützin Brasiliens an, nachdem die US-Amerikanerinnen ihre ersten drei Elfmeter bereits verwandelt hatten. Die gegnerische Torhüterin Hope Solo hielt ihren Schuss und die weiteren Schützinnen verwandelten ihre, so dass Brasilien ausschied.
Bagé nahm im November des Jahres auch noch an den panamerikanischen Spiele 2011. Hier unterlag man der Auswahl Kanadas im Finale mit 3:4 im Elfmeterschießen nach 1:1 in der regulären Spielzeit. Im Elfmeterschießen trat sie dieses Mal nicht an. Es folgte im Dezember noch das Vier-Nationen-Turnier, welches sie mit der Auswahl gewann. Ein weiterer Höhepunkt ihrer Karriere war die Teilnahme an den olympischen Sommerspielen 2012. Hier bestritt sie drei Partien, in denen sie jeweils eingewechselt wurde und bis ins Viertelfinale gelang. Beim Vier-Nationen-Turnier 2012 bestritt Bagé alle vier Spiele in der Anfangsformation. Dieses war ihre letzte Teilnahme an einem Turnier der Nationalelf. Am 19. Juni 2013 bestritt sie im Freundschaftsspiel gegen Schweden ihr letztes Länderspiel.
Gemäß der Übersichtsseiten auf rsssfbrasil.com von 2006 bis 2013 soll Bage 39 Länderspiele bestritten haben. Diese teilten sich auf in:
- Freundschaftsspiele: 9
- Copa América: 4
- Fußball-Weltmeisterschaft: 3
- Olympische Sommerspiele: 3
- Panamerikanische Spiele: 6
- Peace Queen Cup: 3
- Vier-Nationen-Turnier: 8
- Women's Kirin Challenge Cup: 2
- Inoffizielle Spiele: 1

## Erfolge
Nationalmannschaft
- Panamerikanische Spiele Gold : 2003[8], 2007
- U-20-Fußball-Südamerikameisterschaft der Frauen: 2004
- Panamerikanische Spiele Silber : 2011
- Vier-Nationen-Turnier in Brasilien: 2011, 2012

Botucatu
- Taça Brasil de Futebol Feminino: 2006
- Staatsmeisterschaft von São Paulo: 2006

EC São José
- Copa Libertadores Femenina: 2011, 2013, 2014
- Copa do Brasil: 2012, 2013
- Staatsmeisterschaft von São Paulo: 2012, 2014, 2015
- Mobcast Cup: 2014

## Trivia
In einem Interview zur Fußball-Weltmeisterschaft der Frauen 2011 in Deutschland sagte Bagé, dass der paraguayische Abwehrspieler Carlos Gamarra ihr Vorbild sei. Im selben Gespräch nannte sie Pagode, Forró und Sertanejo als ihre bevorzugte Musik.
Bagé hat einen Abschluss in Sportpädagogik und hat während ihrer Zeit beim São José EC zusammen mit ihrer Mitspielerin Priscilinha in eine Eismaschine für Softeis sowie eine Friteuse für Pommes frites investiert, um ihr Einkommen aufzubessern. Ab 2013 betrieben die beiden eine Autowäscherei. In dieser arbeiteten sie von Montag bis Samstag von acht bis 15:00 Uhr, um danach zum Training zu gehen. Später eröffnete sie in der Stadt eine Konditorei zur Zukunftsabsicherung für die Zeit nach der aktiven Sportlerlaufbahn.
2014 geriet Bagé in die Kritik, nachdem sie im Nationaltrikot Werbung für das Unternehmen Telexfree machte. Das Unternehmen hatte mit einem Schneeballsystem Gelder unterschlagen.